# American National Election Studies
Die American National Election Studies (ANES) sind eine Sammlung von landesweiten Befragungen von Wählern in den Vereinigten Staaten, die vor und nach Präsidentschaftswahlen sowie nach Kongresswahlen durchgeführt werden. Sie gehen zurück auf Umfragen, die seit 1948 stattfinden, und entstanden offiziell 1977 mit dem Beginn der Unterstützung durch die National Science Foundation.
Die ANES sind an der University of Michigan angesiedelt, welche auch die Befragungen organisiert, seit 2005 in Zusammenarbeit mit der Stanford University. Da seit der erstmaligen Durchführung ein Kern an gleichen Fragen verwendet wird, gelten die ANES-Daten methodisch als Goldstandard in der Wahlforschung und in der politikwissenschaftlichen Forschung  als wichtige Datenquelle insbesondere für die Zeitreihenanalyse von Langzeittrends in der Wählermeinung. Daten aus frühen ANES-Befragungen bildeten unter anderem die Grundlage für das 1960 von Angus Campbell, Philip E. Converse, Warren E. Miller und Donald E. Stokes veröffentlichte Werk The American Voter, durch welches das Ann-Arbor-Modell zur Erklärung des Wählerverhaltens als eine der drei Hauptströmungen der Wahlforschung etabliert wurde.
Die Durchführung der ANES-Studien erfolgt durch persönliche Interviews mit landesweit repräsentativ ausgewählten Wählern. Neben den langjährigen Time Series Studies werden in Pilot Studies neue Fragen und Methoden erprobt. In Panel Studies erfolgt über einen bestimmten Zeitraum, beispielsweise vor einer bestimmten Wahl, eine wiederholte Befragung der gleichen Wähler, um die Auswirkungen des Wahlkampfes und bestimmter Ereignisse auf deren Meinungen zu erfassen.